# Стронг, Калверт
Ф. Калверт Стронг (англ. F. Calvert Strong; 12 августа 1907, Джэксонвилл, Иллинойс, США — 27 января 2001, Кармайкл, Калифорния, США) — американский ватерполист, бронзовый призёр летних Олимпийских игр 1932 года в Лос-Анджелесе.

## Спортивная биография
Сначала Калверт Стронг занимался американским футболом, но через некоторое время переключился на занятия плаванием и водным поло. После окончания школы Стронг поступил в Стэнфордский университет, где продолжил играть в водное поло.
В 1932 году Калверт Стронг в составе сборной США принял участие в летних Олимпийских играх в Лос-Анджелесе. Уайлдмэн, как и большинство игроков американской сборной представляли местный Los Angeles Athletic Club. Первые два матча сложились для американцев довольно легко. Сначала были повержены бразильцы 6:1, а затем и сборная Японии 10:0. В третьем туре сборной США противостояли действующие чемпионы Олимпийских игр сборная Германии и американцам удалось сыграть с немцами вничью 4:4. В заключительном матче сборная США ничего не смогла противопоставить венгерской сборной и уступила 0:7. По итогам турнира американские ватерполисты стали обладателями бронзовых медалей.

## Личная жизнь
- Калверт Стронг женился в 1935 году, у него есть сын и дочь, а также 3 внука и 2 внучки.